# Trasmettitore d'amplificazione

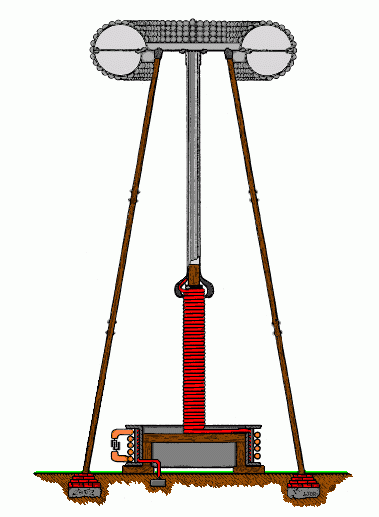
Schema di funzionamento del trasmettitore di amplificazione di Tesla (da lui definito «apparato per la trasmissione di energia elettrica wireless(senza fili)»), ricopriva le funzioni di base del dispositivo costruito dallo scienziato e utilizzato per gli esperimenti di Colorado Springs tipo la wardenclyffe tower (vedi Wardenclyffe Tower).

Il trasmettitore di amplificazione o ingrandimento è un oscillatore armonico ad alta potenza proposto dall'ingegnere e inventore serbo Nikola Tesla per la trasmissione di energia elettrica senza fili e potenzialmente illimitata. Il suo principio di funzionamento, una versione potenziata della bobina di Tesla, è alla base dei due impianti costruiti a Colorado Springs (1899-1900) e Long Island (la Wardenclyffe Tower, 1902-17).
Il trasmettitore d'amplificazione è un trasformatore a nucleo ad aria multi-risonante che può generare tensioni molto alte. Tesla originariamente lo chiamò "trasformatore risonante auto rigenerativo", una definizione che non è più in uso comune.

## Storia

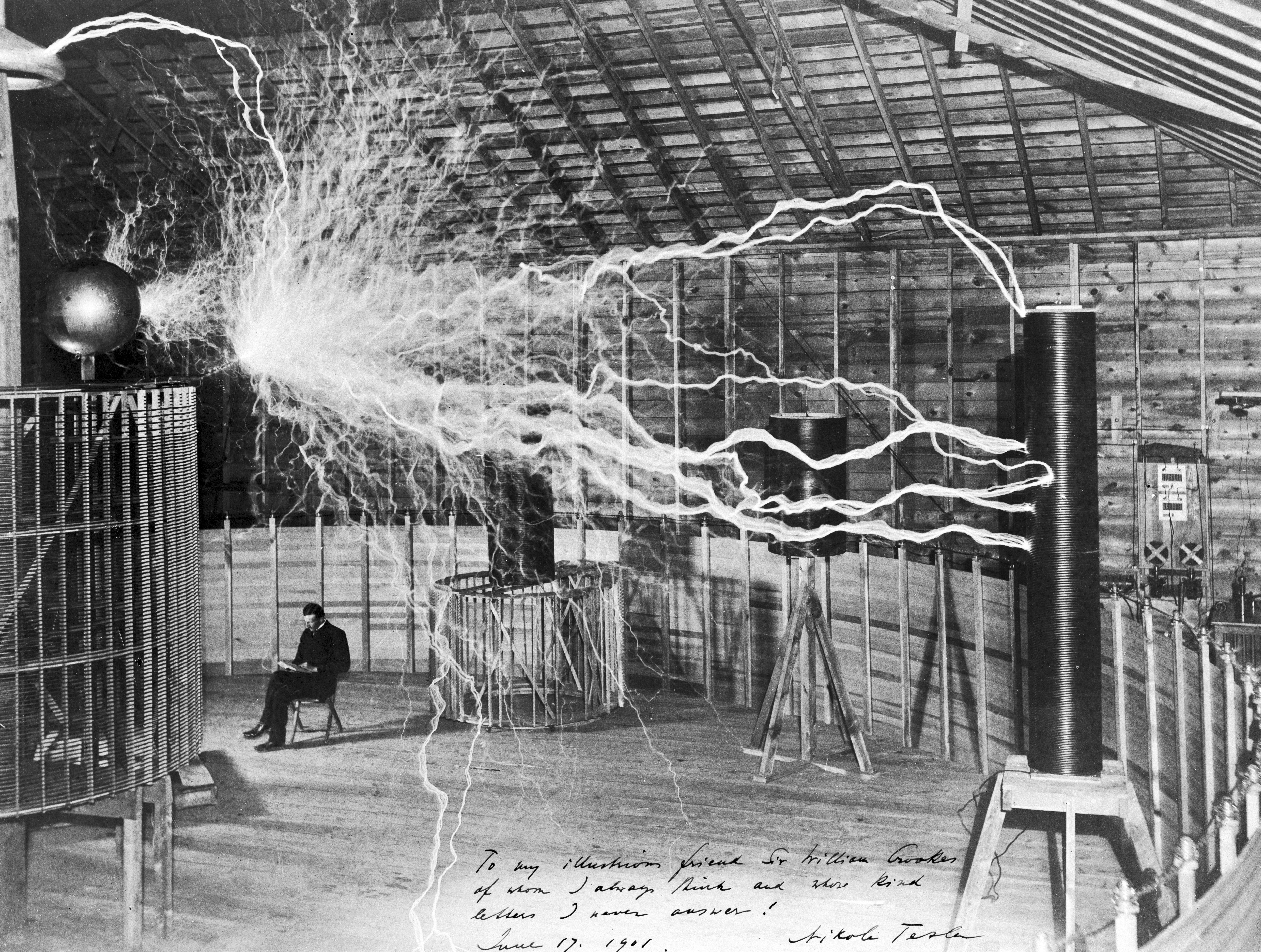
Una foto pubblicitaria di Nikola Tesla seduto nella stazione sperimentale di Colorado Springs con il suo trasmettitore d'amplificazione. Gli archi sono lunghi circa 22 piedi (7 metri).

Il primo amplificatore (in inglese magnifying transmitter, letteralmente «trasmettitore d'ingrandimento») fu assemblato a New York nel periodo fra il 1895 ed il 1898. Il più grande fu costruito nel 1899 a Colorado Springs, Colorado. Tale macchina fu usata per condurre esperimenti fondamentali nello studio della comunicazione e trasmissione elettrica di potenza senza fili. Essa aveva diametro di 15,5 metri, sviluppava un potenziale di 3,5 - 4 MV ed era capace di produrre scariche elettriche di lunghezza superiore a 30 m.
Il trasmettitore di ingrandimento fu definito dallo stesso Tesla, nella sua autobiografia, come «la mia migliore invenzione». Era infatti convinto che la sua turbina avrebbe ben presto sostituito tutti i motori termici usati nel mondo per la fornitura dell'energia elettrica. D'altra parte era ben conscio del fatto che ciò avrebbe comportato una svolta radicale, con l'abbandono degli antiquati modelli di motori già esistenti e sui quali l'industria investe miliardi di dollari:

## L'arrivo a Colorado

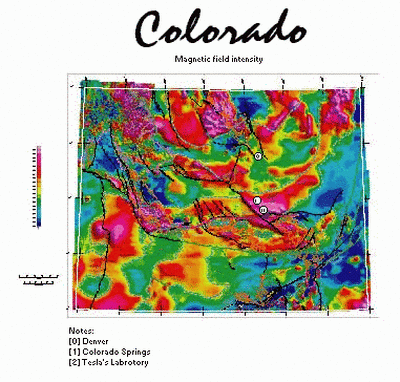
Il laboratorio di Tesla in Colorado era situato in un sito altamente geomagnetico.

Nel 1899, Tesla decise di cominciare la sua ricerca a Colorado Springs. Scelse questo luogo in primo luogo per via delle sue frequenti tempeste, nonché per l'elevata altitudine (dove l'aria, avendo pressione più bassa, ha un più basso coefficiente dielettrico, ed è pertanto più facile da ionizzare), e il basso tasso di umidità (minimizzando le perdite di cariche elettriche attraverso materiali isolanti). Tesla teneva un diario personale dei suoi esperimenti del laboratorio di Colorado Springs, dove trascorse quasi nove mesi. Esso consiste in 500 pagine di appunti scritti a mano e circa 200 disegni, registrati cronologicamente fra il 1º giugno 1899 e il 7 gennaio 1900 parallelamente al suo lavoro, contiene inoltre le spiegazioni dei suoi esperimenti.

## Circuiti elettrici sintonizzati
In Colorado Tesla costruì molti trasformatori risonanti più piccoli e condusse altre ricerche su concatenati circuiti elettrici sintonizzati. Tesla progettò vari apparecchi atti a determinare l'energia elettrica ricevuta, inclusi coesori rotanti. Questi usavano un meccanismo ad orologio di ingranaggi guidati da una molla a bobina che ruotava un piccolo cilindro di vetro contenente polveri metalliche. Questi esperimenti furono lo stadio finale dopo anni di lavoro su circuiti elettrici sintonizzati. Questi strumenti furono costruiti per dimostrare come un ricevitore senza fili potrebbe essere sintonizzato per rispondere a specifici segnali complessi. Tesla registrò nel suo diario nel 2 gennaio 1900 che un separato trasformatore risonante sintonizzato alla stessa alta frequenza di un altro (trasformatore risonante ad alta frequenza) più grande (che agisce come un trasmettitore) riceve energia dalla bobina più grande: una delle molte dimostrazioni della trasmissione di energia elettrica senza fili. Questi esperimenti aiutarono a confermare la priorità di Tesla nell'invenzione della radio durante le tarde dispute nei tribunali. Questi trasformatori con nucleo ad aria risonanti ad alta frequenza erano i predecessori di sistemi che vanno dalla radio alla risonanza magnetica nucleare medica.

## Trasmissione di potenza
Il 4 luglio 1899 Tesla scoprì le onde stazionarie terrestri. Egli dimostrò che la Terra si comporta come un conduttore ed è attraversata da correnti elettriche. Dimostrò inoltre che la Terra è in grado di rispondere a determinate frequenze di vibrazione elettrica, conducendo esperimenti che contribuirono a comprendere i fenomeni di propagazione elettromagnetica e della risonanza terrestre. Trasmise segnali radio per molti chilometri e costruì tubi al neon capaci di illuminarsi al solo contatto con il terreno circostante il campo elettromagnetico.
Il lavoro di Tesla era soprattutto orientato all'obiettivo della trasmissione di energia senza fili in quantità industriale su grandi distanze (per mezzo prima di onde trasversali, e poi di meno estese e più immediate onde longitudinali). Egli dimostrò che l'energia elettrica può essere diffusa utilizzando non solo la superficie terrestre, ma anche la zona atmosferica detta ionosfera, dove risiede la cosiddetta risonanza di Schumann, argomentando che chiunque, sintonizzandosi con opportuni apparecchi riceventi, avrebbe potuto estrarre corrente elettrica gratuitamente.
Tesla fu anche in grado di trasmettere a frequenze estremamente basse (ELF) attraverso il terreno, come tra la superficie della terra e lo strato di Kennelly-Heaviside, e ottenne brevetti per trans-ricevitori, strumenti che sviluppavano onde stazionarie.
L'amplificatore di potenza fu la base del progetto della Wardenclyffe Tower di Tesla. Sebbene le moderne bobine di Tesla siano progettate per generare scariche distruttive, questo sistema fu progettato per la comunicazione senza fili e la trasmissione di potenza via onde longitudinali e correnti telluriche. Nel 1925 John B. Flowers avanzò una proposta per provare il sistema di Tesla ed implementarlo. H. L. Curtis il capo dell'Ufficio degli Standards dei Laboratori Radio a Washington, e J. H. Dillinger, un fisico, rivedettero la proposta, ma declinarono di attuare il piano proposto..

## L'oscillatore elettromeccanico
Già presso Colorado Springs Tesla aveva sviluppato una macchina che definì oscillatore elettromeccanico (Electro-mechanical oscillator), una fonte di frequenza stabile o corrente elettrica alternata isocrona, usata in congiungimento con apparati senza fili sia trasmittenti sia riceventi. Questo elemento di circuito era applicato alla stessa maniera di come lo sono oggi i cosiddetti oscillatori al quarzo, scoperti negli anni 1920. Egli propose l'uso di questo strumento per l'esplorazione geofisica, o sismologia - una tecnica che chiamò telegeodinamica, ma che preferì non diffondere in quanto secondo lui questa tecnica era capace di generare fortissime scosse di terremoto.

## Il trasmettitore d'amplificazione e la Wardenclyffe Tower
L'oscillatore elettrico, citato da Tesla come la sua più importante e grande invenzione, consiste di tre induttori:
- un trasformatore a nucleo ad aria (2 bobine)
- una terza bobina (bobina extra).

L'amplificatore operava come un risonatore elicoidale a base di guida a quarto di lunghezza d'onda.
La configurazione strutturale del trasmettitore d'amplificazione di Wardenclyffe è conosciuta non solo attraverso i brevetti di Tesla ma anche grazie ai vari disegni nei quali fu concepito e riprodotto il modello. Il trasmettitore d'amplificazione si differenzia dalla "classica" bobina di Tesla per alcuni notevoli particolari: in primo luogo, il corto avvolgimento primario e quello secondario hanno un accoppiamento magnetico più denso. A causa di questo egli prese misure più drastiche nell'assorbire le scariche del primario e provvedere ad un maggior isolamento tra primario e secondario, e in aggiunta alle due bobine di grande diametro che compongono l'oscillatore principale, aggiunse una terza bobina che chiamò 'bobina extra'.

## Costruzione eteoria d'operazione[nonchiaro]
Nella classica bobina di Tesla vi sono due avvolgimenti di rame. Il primario pilota la parte più bassa del secondario formando la portante che risuona nell'intera seconda bobina del trasformatore. Nel trasmettitore d'amplificazione le due parti, portante del primario e risonante del secondario, sono distinte in due bobine separate. Dal punto di vista dell'analisi del circuito c'è una sottile differenza tra la bobina di Tesla classica e il trasmettitore d'amplificazione.
La bobina extra a toroide di forma toroidale o (risonatore elicoidale) può essere fisicamente separata dalle due strettamente accoppiate che comprendono l'oscillatore principale o la sezione guida. La potenza è alimentata dall'oscillatore principale al terminale più basso della bobina risonante extra attraverso un conduttore elettrico di grande diametro o tubo per minimizzare le scariche.
La base guida della bobina extra del trasmettitore si comporta come un risonatore elicoidale a onda lenta, la disturbanza assiale che si propaga ad una velocità compresa tra l'1 % e il 10 % della velocità della luce nello spazio libero. La velocità assiale del campo elettromagnetico del trasmettitore d'amplificazione è stabilita dal punto della bobina e la velocità di propagazione della carica elettrica attraverso il circuito.

## Operazione
Tesla tentò di sviluppare onde stazionarie di frequenza molto bassa nel circuito elettromagnetico della terra. Basato su osservazioni fatte con questo apparecchio, riportò che un tipo di risonanza terrestre - coinvolgente l'energia tellurica della terra - potrebbe essere eccitata col trasmettitore d'amplificazione. Egli scoprì che la frequenza di risonanza della terra è di circa 8 Hz. Nel 1950 ricercatori confermarono che la frequenza risonante della cavità ionosferica della terra era in quella portata.
In operazione normale l'apparecchio è relativamente silenzioso, generando un campo elettrico di grande potenza, ma se la tensione eccede un certo valore, l'apparecchio diventa piuttosto rumoroso.

## Brevetti di Tesla coinvolti
- System of Electric Lighting, U.S. Patent 454,622, 23 June 1891
- Means for Generating Electric Currents, U.S. Patent 514,168, 6 February 1894
- Electrical Transformer, U.S. Patent 593,138, 2 November 1897
- Method of and Apparatus for Controlling Mechanism of Moving Vehicle or Vehicles, U.S. Patent 613,809, 8 November 1898
- "System of Transmission of Electrical Energy," U.S. Patent 645,576, Mar. 20, 1900
- "Apparatus for Transmission of Electrical Energy," U.S. Patent 649,621, 15 May 1900
- "System of Transmission of Electrical Energy," U.S. Patent 645,576, 20 March 1900
- "Apparatus for Utilizing Effects Transmitted from a Distance to a Receiving Device through Natural Media," U.S. Patent 685,953, Nov. 5, 1901
- "Method of Utilizing Effects Transmitted through Natural Media," U.S. Patent 685,954, Nov. 5, 1901
- "Apparatus for Utilizing Effects Transmitted From A Distance To A Receiving Device Through Natural Media," U.S. Patent 685,955, Nov. 5, 1901
- "Apparatus for Utilizing Effects Transmitted through Natural Media," U.S. Patent 685,956, Nov. 5, 1901
- "Method Of Utilizing Radiant Energy," U.S. Patent 685,958, 5 November 1901
- "Method of Signaling," U.S. Patent 723,188, Mar. 17, 1903
- "System of Signaling," U.S. Patent 725,605, Apr. 14, 1903
- "Art of Transmitting Electrical Energy through the Natural Mediums," U.S. Patent 787,412, Apr. 18, 1905
- "Apparatus for Transmitting Electrical Energy," Jan. 18, 1902, U.S. Patent 1,119,732, Dec. 1, 1914

## IlSistema mondiale di trasmissione senza fili
Già nel 1900 Nikola Tesla annunciò l'invenzione di un «Sistema mondiale di trasmissione senza fili» (World Wireless System) che avrebbe sfruttato il trasmettitore di ingrandimento insieme ad altre sue invenzioni per la creazione di una rete mondiale di energia libera e senza fili:
Questi esempi vengono semplicemente citati per dare un'idea delle incredibili possibilità di questo grande progresso scientifico, che annulla le distanze e che rende il conduttore naturale perfetto, cioè la Terra, disponibile per tutti gli innumerevoli impieghi che l'ingenuità dell'uomo ha finora delegato alle linee elettriche. Un risultato di portata immensa in questo ambito è che un qualsiasi dispositivo in grado di operare mediante uno o più fili (a una distanza ovviamente ridotta) può allo stesso modo venire impiegato senza tali conduttori artificiali e, con la medesima portata e accuratezza, a distanze alle quali non vi saranno più limiti, oltre a quelli imposti dalle dimensioni fisiche della Terra. Quindi non solo si apriranno campi completamente nuovi grazie allo sfruttamento commerciale di questo ideale metodo di trasmissione, ma saranno notevolmente ampliati quelli vecchi.»
Il "Sistema mondiale di trasmissione senza fili" progettato da Tesla era basato sullo sfruttamento delle seguenti «importanti invenzioni e scoperte»:
- Il Trasformatore di Tesla
- Il Trasmettitore d'ingrandimento
- Il Sistema senza fili di Tesla
- L'Arte dell'individualizzazione
- Le onde stazionarie terrestri.[20]

### Altre pubblicazioni
- Bass, Robert W., "Self-Sustained Non-Hertzian Longitudinal Wave Oscillations as a Rigorous Solution of Maxwell's Equations for Electromagnetic Radiation". Inventek Enterprises, Inc., Las Vegas, Nevada.
- Bieniosek, F. M., "Triple Resonance Pulse Transformer Circuit". Review of Scientific Instruments, 61 (6).
- Corum, J. F., and K. L. Corum, "Disclosure Concerning the Operation of an ELF Oscillator". CPG Communications, Inc., Newbury, Ohio.
- Corum, J. F., and K. L. Corum, "A Physical Interpretation of the Colorado Springs Data". CPG Communications, Inc., Newbury, Ohio.
- Corum, J. F., and K. L. Corum, "Tesla's Colorado Spring Receivers (A Short Introduction)". 2003.
- Corum, J. F., and K. L. Corum, "RF Coils, Helical Resonators and Voltage Magnification by Coherent Spatial Modes". IEEE, 2001.
- de Queiroz, Antonio Carlos M., "Synthesis of Multiple Resonance Networks". Universidade Federal do Rio de Janeiro, Brazil. EE/COPE.
- de Queiroz, Antonio Carlos M., "Designing a Tesla Magnifier". Universidade Federal do Rio de Janeiro, Brazil. EE/COPE.
- Grotz, Toby, "Wireless Transmission of Power: An Attempt to Verify Nikola Tesla's 1899 Colorado Springs Experiment, Results of Research and Experimentation". TESLA, Inc., Craig Colorado.
- Hartley, R. V. L., "Oscillations with Non-linear Reactances". Bell Systems Technical Journal, Sun Publishing. 1992.
- Wait, James, R., "Electromagnetic Waves in Stratified Media". Pergammon Press, 1972. (2nd edition)
- Reed, J.R.,"Analytical expression for the output voltage of the triple resonance Tesla transformer," Review of Scientific Instruments, 76, 104702, (2005).
- Reed, J.R.,"Designing triple resonance Tesla transformers of arbitrary frequency ratio," Review of Scientific Instruments, 77, 033301, (2006).

### Pubblicazioni di Tesla
- Tesla, Nikola, "On the Transmission of Electricity Without Wires". Electrical World and Engineer, 5 March 1904.